# After Life – Mögöttem az élet
Az After Life – Mögöttem az élet (eredeti cím: After Life) 2019-ben bemutatott brit sötét humorú vígjáték-drámasorozat, melynek rendezője, forgatókönyvírója, producere és főszereplője Ricky Gervais. 
Az első évad 2019. március 8-án debütált a Netflixen, eredeti angol nyelven, magyar felirattal. A második évadot 2020. április 24-én mutatták be, a harmadik és egyben befejező évad 2022. január 14-én került adásba.

## Összefoglaló
A fiktív brit településen, Tamburyban játszódó sorozat főszereplője Tony Johnson helyi újságíró. Miután felesége, Lisa mellrákban elhunyt, a férfi élete darabokra hullik, mély depresszióba zuhan és az öngyilkosságot fontolgatja. A világot azáltal próbálja megbüntetni Lisa elvesztése miatt, hogy szókimondó és öntörvényű módon viselkedik, tekintet nélkül mások érzéseire. Bár ezt egyfajta „szuperképességnek” véli, rá kell jönnie, mégis törődik a hozzá közeli emberekkel, köztük családtagjaival és munkatársaival. A sorozat előrehaladtával megpróbálja visszafogni botrányos viselkedését és rájön arra, hogy az élet értelme mások megsegítése és támogatása – még akkor is, ha képtelen továbblépni felesége elvesztésén és az öngyilkos gondolatokon.

## Szereplők

### Főszereplők
- Ricky Gervais – Tony Johnson; a Tambury Gazette újságírója. Felesége tragikus halála után depresszióba zuhan és öngyilkos akar lenni.
- Tom Basden – Matt Braden; Tony sógora és a Tambury Gazette vezetője
- Tony Way – Lenny; a Tambury Gazette fotósa
- Diane Morgan – Kath; a Gazette reklámmenedzsere
- Mandeep Dhillon – Sandy; az újság frissen felvett munkatársa (1–2. évad)
- Kerry Godliman – Lisa Johnson; Tony elhunyt felesége, aki a Tony által felvett videókban és visszaemlékezésekben tűnik fel
- Ashley Jensen – Emma; ápolónő abban az idősek otthonában, ahol Tony apja is lakik
- Paul Kaye – Tony és Matt különc, szakmailag kontár pszichológusa (1–2. évad)
- Penelope Wilton – Anne; özvegyasszony, akit Tony a temetőben ismer meg és bölcs tanácsokat kap tőle
- Joe Wilkinson – Pat; Tony postása
- Roisin Conaty – Daphne/"Roxy"; szexmunkás, aki összebarátkozik Tonyval (1–2. évad)
- David Bradley – Ray Johnson; Tony demens apja (1–2. évad; vendégszereplő – 3. évad)
- Tim Plester – Julian Kane; drogfüggő, akit az újság terjesztésére vesznek fel (1. évad)
- David Earl – Brian Gittins; bábjátékos és stand-up komikus, aki mindenáron be akar kerülni a helyi újságba (2–3. évad; visszatérő szereplő – 1. évad)
- Jo Hartley – June; Lenny élettársa, James anyja (2–3. évad; visszatérő szereplő – 1. évad)
- Ethan Lawrence – James; June fia, az újság gyakornoka (2–3. évad; visszatérő szereplő – 1. évad)
- Colin Hoult – Ken Otley; a helyi amatőr színjátszókör vezetőke (3. évad; visszatérő szereplő – 2. évad)
- Kath Hughes – Coleen; Sandy helyettesítője az újságnál (3. évad; vendégszereplő – 1. évad)

### Visszatérő szereplők
- Anti – Brandy; Tony és Lisa kutyája
- Michelle Greenidge – Valerie; a Tambury Gazette's recepciósa
- Tommy Finnegan – George Braden; Matt és Jill fia, Tony unokaöccse és keresztfia
- Thomas Bastable – Robbie; George zsarnokoskodó osztálytársa
- Laura Patch – Jill Braden; Matt felesége (2–3. évad; vendégszereplő – 1. évad)
- Tracy Ann Oberman – Rebecca; Tony randipartnere, majd a helyi színjátszókör tagja (2. évad; vendégszereplő – 1. és 3. évad)
- Peter Egan – Paul; a Tambury Gazette tulajdonosa (2–3. évad)
- Robert Woodhall – Colin; önerőből milliomossá vált férfi, Kath randipartnere (2–3. évad)
- Bill Ward – Simon; Emma iránt érdeklődő férfi, akit Tony ki nem állhat (2. évad)
- Steve Brody – Jeff; krematóriumi dolgozó (1. évad) és swinger férj (3. évad)

### Vendégszereplők
- Annette Crosbie – Rosemary; százéves nő, akivel Tony interjút készít (2. évad)
- Holli Dempsey – plasztikafüggő nő (series 2)
- Jo Enright – Vera; swinger feleség (3. évad)
- Kate Robbins – Penny (3. évad)
- Cole Anderson-James – jógaoktató (3. évad)

## Epizódok

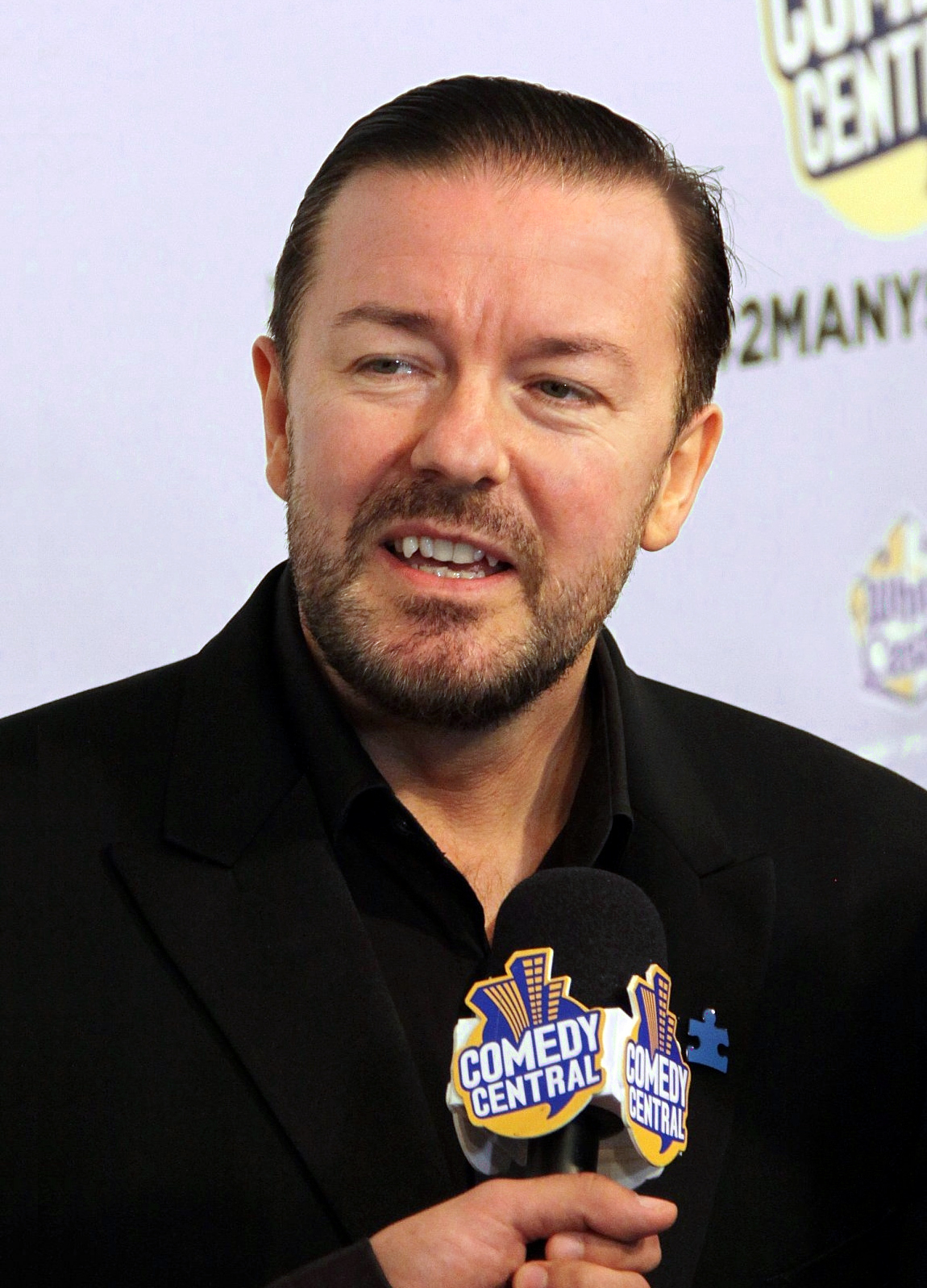
Ricky Gervais, a sorozat megalkotója, írója, rendezője és főszereplője

| Évad | Évad | Részek száma | Részek száma | Eredeti sugárzás  | Eredeti sugárzás  | Eredeti adó       | Magyar sugárzás   | Magyar sugárzás  | Magyar adó |
| Évad | Évad | Részek száma | Részek száma | Évadbemutató      | Évadzáró          | Eredeti adó       | Évadbemutató      | Évadzáró         | Magyar adó |
| ---- | ---- | ------------ | ------------ | ----------------- | ----------------- | ----------------- | ----------------- | ---------------- | ---------- |
|      | 1.   | 6            | 6            | 2019. március 8.  | 2019. március 8.  |                   | 2019. március 8.  | 2019. március 8. |            |
|      | 2.   | 6            | 6            | 2020. április 24. | 2020. április 24. | 2020. április 24. | 2020. április 24. |                  |            |
|      | 3.   | 6            | 6            | 2022. január 14.  | 2022. január 14.  | 2022. január 14.  | 2022. január 14.  |                  |            |

## Fordítás
- Ez a szócikk részben vagy egészben  az   After Life (TV series) című angol Wikipédia-szócikk ezen változatának fordításán alapul.  Az eredeti cikk szerkesztőit annak laptörténete sorolja fel. Ez a jelzés csupán a megfogalmazás eredetét és a szerzői jogokat jelzi, nem szolgál a cikkben szereplő információk forrásmegjelöléseként.